# رود اوروپ
رود اوروپ (انگلیسی: Urup) یک رودخانه در سرزمین کراسنودار کشور روسیه است.